# Temsamane

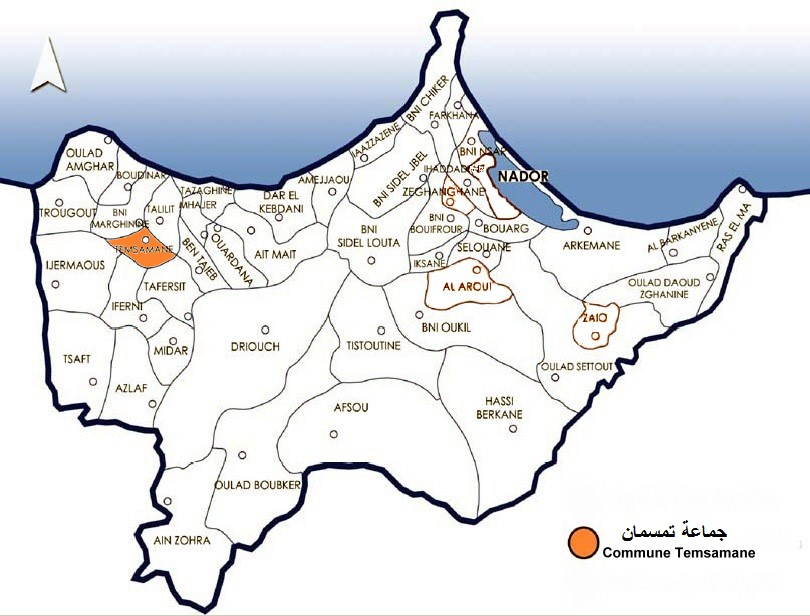
Lage von Temsamane in der Provinz Driouch

Temsamane (Zentralatlas-Tamazight ⵜⵎⵙⴰⵎⴰⵏ, arabisch تمسمان) ist eine Landgemeinde mit etwa 12.000 Einwohnern in den südlichen Ausläufern des Rif-Gebirges in Nordmarokko. Die Gegend wurde durch den Rifkrieg (1921) der Rifkabylen unter Mohammed Abd al-Karim gegen die spanische Kolonialmacht bekannt.

## Lage und Klima
Die Gemeinde Temsamane liegt etwa 20 km (Luftlinie) südlich der Mittelmeerküste in einer Höhe von ca. 300 m; größter Ort der Gemeinde ist Krouna. Die Stadt Al Hoceïma ist ca. 53 km (Fahrtstrecke) in nordwestlicher Richtung entfernt. Das Klima wird in hohem Maße vom Mittelmeer geprägt; Regen (ca. 300–400 mm/Jahr) fällt überwiegend im Winterhalbjahr.

## Bevölkerung
| Jahr      | 1994   | 2004   | 2014   | 2024   |
| Einwohner | 15.314 | 14.937 | 13.920 | 12.198 |

Der überwiegende Teil der Einwohner ist berberischer Abstammung; gesprochen werden sowohl Dialekte des Tarifit als auch Marokkanisches Arabisch.

## Wirtschaft
Die Einwohner des Ortes und seines Umlandes leben in hohem Maße von der Landwirtschaft. Die bis etwa zur Mitte des 20. Jahrhunderts betriebene Selbstversorgungswirtschaft ist jedoch kaum noch existent.

## Geschichte
Vom 8.–11. Jahrhundert gehörte die Gegend von Temsamane zum Emirat Noukour, welches – nach kurzer fatimidischer Herrschaft – von den Almoraviden erobert wurde. In den Jahren zwischen 1912 und 1956 gehörte Temsamane zu Spanisch-Marokko; in den 1920er Jahren war der Ort in den Rifkrieg involviert.